# 萊姆猶太會堂

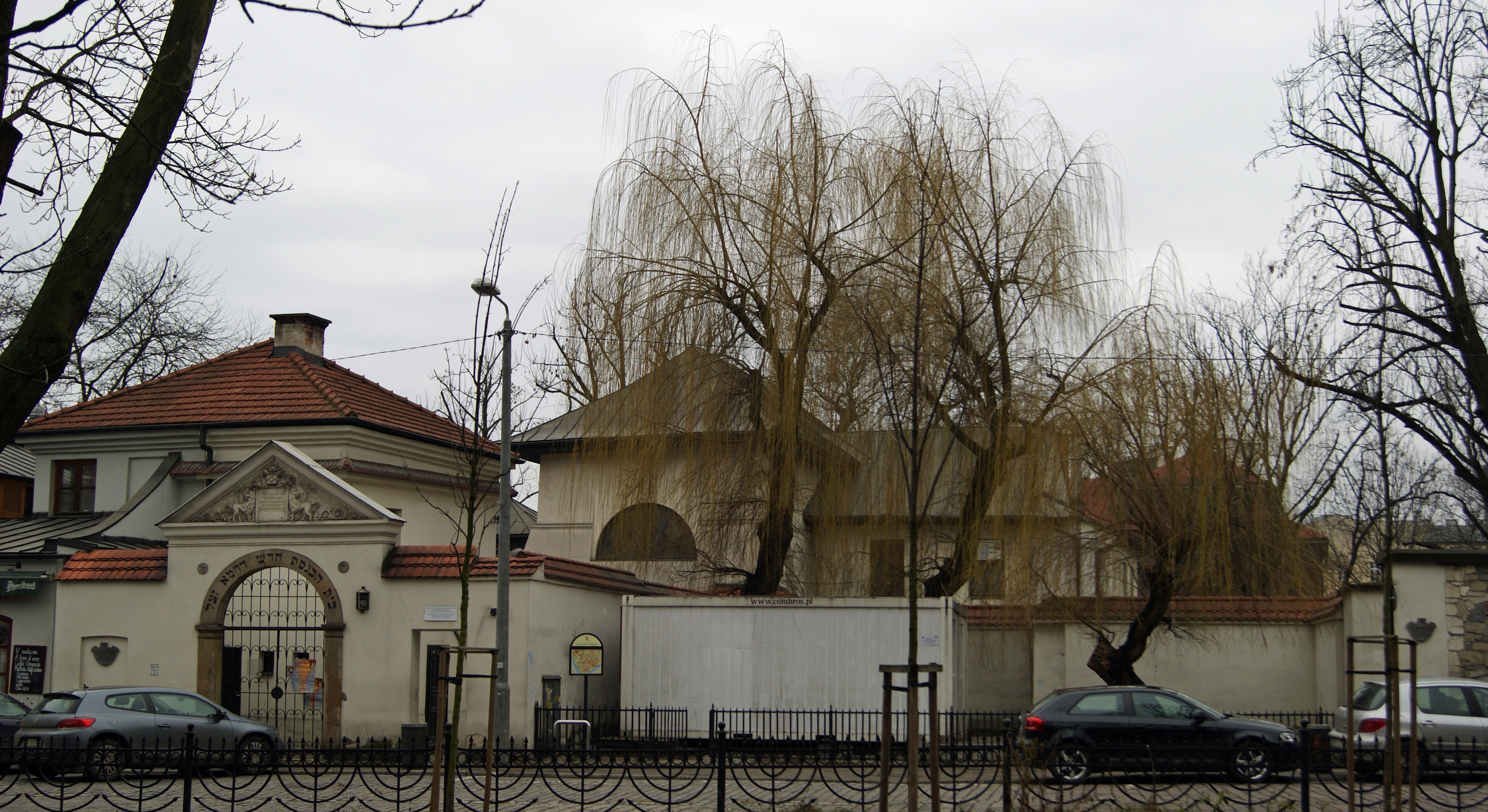
萊姆猶太會堂

萊姆猶太會堂（波蘭語：Synagoga Remuh）是波蘭城市克拉科夫的一座猶太會堂，也是克拉科夫兩座現在仍活躍的猶太會堂之一。現在的猶太會堂建築歷史可以追溯至1829年。1933年，猶太會堂進行了修復。在第二次世界大戰期間，該猶太會堂被作為倉庫使用，內部部分裝飾品被掠奪，但建築本身並未受損。1957年，萊姆猶太會堂進行了修復。

## 外部連結
- The Jewish Community of Krakow
- The Remuh Synagogue of Krakow, Poland （页面存档备份，存于）, Museum of the Jewish People

50°3′9.62″N 19°56′50.13″E / 50.0526722°N 19.9472583°E